# Новицька Марія Олексіївна
Марі́я Олексі́ївна Нови́цька 31 серпня 1896, Москва — 12 грудня 1965, Київ) — українська мистецтвознавиця, музейниця, археолог. Дочка академіка Олекси Новицького. Учениця Данила Щербаківського.

## Біографія
Народилася 31 серпня 1896 року в Москві в родині професора Олексія Новицького — майбутнього академіка АН УРСР.
Освіту здобувала спочатку у жіночій гімназії імені Виноградської, яку 1916 року успішно закінчила із золотою медаллю. Після цього продовжила навчання на історико-філологічному факультеті Вищих жіночих курсів у Москві. Далі навчалася у Феодосійському та Київському інститутах народної освіти. Одночасно була слухачкою Київського археологічного інституту.
У 1924—1928 роках була науковцем Всеукраїнського музейного містечка. Від 1925 року аспірантка кафедри мистецтвознавства у Харкові, потім — у Києві. Від 1 лютого 1928 року працювала у Всеукраїнському музейному містечку, де завідувала відділом тканин і шиття. На матеріалах цього фонду написала працю про гаптування XVII—XVIII століть.
Похована на Байковому кладовищі (старе кладовище, 3 ділянка).

## Праці
- Історія українського мистецтва (видання)